# Polski Bank Rozwoju
Polski Bank Rozwoju S.A. (PBR) – bank inwestycyjny z siedzibą w Warszawie, działający od 1990 roku do 1998, kiedy połączył się z Bankiem Rozwoju Eksportu. Był pierwszym bankiem rozwoju w Polsce powstałym po 1989.

## Historia
Bank otrzymał od Narodowego Banku Polskiego decyzję o wyrażeniu zgody na utworzenie banku w 1990, a działalność operacyjną rozpoczął rok później. Pełnił rolę banku rozwoju i banku inwestycyjnego, m.in. oferował kredyty długoterminowe ze środków własnych oraz źródeł zewnętrznych (głównie zagranicznych, np. Europejskiego Banku Inwestycyjnego i Banku Światowego jako pierwsza polska instytucja finansowa) w celu wspierania rozwoju polskiej gospodarki, w tym procesów prywatyzacji i modernizacji technicznej. Bank udzielał kredytów bezpośrednio oraz, przede wszystkim, poprzez inne banki komercyjne działające w Polsce, dzięki czemu pełnił rolę stymulującą na międzybankowym rynku pieniężnym. Brał udział m.in. w udanej restrukturyzacji Stoczni Szczecińskiej. Jako pierwszy bank w Polsce zaoferował opcje na WIBOR.
Pierwszym prezesem zarządu banku został Wojciech Kostrzewa, który funkcję pełnił do 1995, kiedy zastąpił go Mieczysław Groszek.
W 1994, wspólnie z Westdeutsche Landesbank, włączył się do procesu restrukturyzacji Banku Morskiego, rozpoczęty z uwagi na jego złe wyniki finansowe i groźbę bankructwa. Restrukturyzacja zakończyła się sukcesem i bank został przygotowany do przejęcia przez Powszechny Bank Kredytowy.
W 1995 zadebiutował na Giełdzie Papierów Wartościowych w Warszawie.
W 1998 bank został przejęty przez Bank Rozwoju Eksportu. Drugim bankiem zainteresowanym zakupem PBR był Skandinaviska Enskilda Banken.
W trakcie istnienia banku współpracowały z nim osoby pełniące później wysokie funkcje w sektorze finansowym i publicznym w Polsce, m.in. Stefan Cieśla (bankowiec, współpracownik NBP), Tadeusz Kościński (w latach 2019–2020 oraz 2021–2022 minister finansów, w latach 2020–2021 minister finansów, funduszy i polityki regionalnej w rządzie Mateusza Morawieckiego, w latach 2022–2023 sekretarz stanu w KPRM), Janusz Szlanta (przedsiębiorca) czy Paweł Wojciechowski (w 2006 minister finansów).